# 高橋みのり
高橋 みのり（たかはし みのり、1995年12月12日 - ）は、日本の女優、元アイドル。女性アイドルグループ・ラストアイドル2期生アンダーの元メンバー。ミュージカル&音楽グループ・×純文学少女歌劇団の元メンバーでグループでは桃園モモを演じた。TWIN PLANET所属。静岡県出身。身長158センチメートル。

## 略歴
2018年4月、ラストアイドル2期生最終オーディションを受ける。
同月28日、ラストアイドル サードシーズン にて挑戦者として登場。暫定立ち位置6番山本琉愛に挑戦者として挑み「にじいろ」を唄うも敗れる。
同年10月7日、ラストアイドル2期生アンダーとして活動することが決定。
同年12月5日、ラストアイドルの5thシングル「愛しか武器がない」の共通カップリング曲「サブリミナル作戦」で「ラストアイドル 2期生アンダー」としてCDデビュー。
SHOWROOM内で開催された「超十代2019」出演権争奪戦にて3位入賞。
2019年3月26日、「超十代2019」でランウェイを歩く。
同年4月17日、ラストアイドルの6thシングル「大人サバイバー」にて表題曲に初参加。typeCに「青春0対0」が収録される。
膝の古傷を痛めながらもラストアイドル7thシングル「青春トレイン」のダンス企画に参加。
2020年1月25日、SHOWROOMまいにちアイドル365日記念配信に出演。
「ラストアイドル×ドラゴンエッグCM出演権争奪バトル」にて5位入賞。CM出演権獲得。
ラストアイドル8thシングル「愛を知る」選抜オーディション落選。週刊誌3誌連動企画にてヤンジャン選抜に選ばれる。2020年4月16日発売『週刊ヤングジャンプ』（集英社）No.20に表紙、巻頭、センターグラビア掲載。
ラストアイドル9thシングル「何人(なんびと)も」選抜バトル最終審査に残るが、審査当日に微熱が出てしまい不参加。
「何人(なんびと)も」投票企画「見つかれ！オレトクナイン」にて3924票を獲得し、5位入賞。10thシングル「君は何キャラット？」のカップリングユニットに選ばれる。
ラストアイドル10thシングル「君は何キャラット？」typeCにおいて表題曲、共通カップリング曲「瞳キラキラ」、2期生アンダー曲「バカ丸出し」全曲に参加。
2021年4月21日より3週にわたって、テレビ朝日「バラバラ大作戦」内の『にゅーくりぃむ』に出演。
2022年5月31日、KT Zepp Yokohamaにて『ラストアイドル 5年間ありがとう Farewell Party』をもってラストアイドルの活動終了。
同年8月11日、×純文学少女歌劇団の活動開始。公式ホームページ、公式Twitter開設。グループの結成とメンバー発表、File No.0000『フェアリーテイルは盗まれた』公演の開催を告知。
2024年11月30日、×純文学少女歌劇団が解散。

## 人物
一人称は「我」。学生の頃に自分を我と呼ぶ遊びをしていた際の癖が抜けなくなった。
好きなものは、ポケモンカード、ムウマ、ガチャガチャ、ゲーム、競輪、ボートレース、家系ラーメン、お寿司。
特技は美味しくステーキを焼くこと。いきなりステーキでのアルバイト経験があり、肉の部位、焼き方にやたらと詳しい。
ラストアイドル内での立ち位置は女芸人。
具志堅用高が好き。ハロウィンで他のメンバーが可愛いコスプレをする中、具志堅用高になりきった。スマホの待受も具志堅用高である。
人を信じやすい性格であり、感動してすぐに泣くことがある。
ファンの総称は「我まにあ」。

## 出演

### テレビ
- ラストアイドル 3rdSEASON (2018年4月15日 - 9月30日、テレビ朝日)
- ラストアイドル フォースシーズン 〜ラスアイ、よろしく！〜 (2018年10月14日 - 2019年9月29日、テレビ朝日)
- ラストアイドル 〜ラスアイ、よろしく！〜 (2019年10月3日 - 2022年3月26日、テレビ朝日、AbemaTV、テレ朝動画、TELASA、TVer)
- にゅーくりぃむ （2021年4月20日・4月27日、テレビ朝日）
- お願い!ランキング（2021年5月6日、テレビ朝日）
- NEWニューヨーク（2021年6月11日、テレビ朝日）
- かまいガチ（2021年9月16日、テレビ朝日）
- ラーメンWalkerTV2 (2022年12月22日、フジテレビワンツーネクスト)
- ABEMA「宇垣美里と考える30からの歩き方」 (2023年3月22日・3月29日、abema.tv)

### 舞台
- 舞台「球詠」
  - 舞台「球詠」（2021年6月24日 - 30日、草月ホール） - 川﨑稜 役[9]
  - 舞台「球詠 〜vs 影森・梁幽館編〜」（2022年2月17日 - 23日、新宿村LIVE） - 岡田怜 役[10]
- ×純文学少女歌劇団（Mixalive TOKYO Theater Mixa）
  - File No.0000『フェアリーテイルは盗まれた』（2022年9月5日 - 11日）[11]
  - File No.0001『マエストロには背を向けよ』（2023年5月3日 - 7日）[12]
  - File No.0002『パラノイドには騙されない』（2024年6月21日 - 26日）[13]
- WaVe'S 第2回公演『恋獄プリズン』（2023年9月13日 - 17日、コフレリオ 新宿シアター）[14]
- 時速246億『さよう、ならば、また、』（2024年4月13日 - 21日、シアターグリーン BIG TREE THEATER）[15]
- 小谷嘉一プロデュース公演『悲しみに戯けたピエロ-マボロシの作詞家-』（2025年2月5日 - 9日、シアターグリーン BIG TREE THEATER） - 宮城まり 役[16][17]
- the Selected World（2025年3月5日 - 9日、萬劇場）
- 劇団バルスキッチン 第42回公演『七夕スターダスト』（2025年7月9日 - 13日、シアターグリーン BIG TREE THEATER） - 遥、織姫 役[18]